# الكسندر كوزنيتسوف (لاعب هوكي جليد)
الكسندر كوزنيتسوف (بالروسية: Кузнецов, Александр Игоревич)‏ هو لاعب هوكي جليد روسي، ولد في 11 مارس 1992 في موسكو في روسيا.

## وصلات خارجية
- الكسندر كوزنيتسوف على موقع دوري الهوكي للقارات (الإنجليزية)
- الكسندر كوزنيتسوف على موقع EliteProspects.com (الإنجليزية)
- الكسندر كوزنيتسوف على موقع Eurohockey.com (الإنجليزية)
- الكسندر كوزنيتسوف على موقع HockeyDB.com (الإنجليزية)